# Auburn (Alabama)
 For alternative betydninger, se Auburn. (Se også artikler, som begynder med Auburn)
Auburn er en by i den østlige del af staten Alabama i USA. Byen har 76.143 (2020, 2020) indbyggere og er den største by i det amerikanske county Lee County. Den blev grundlagt i 1836 . Auburn University, som er Alabamas næststørste universitet, ligger i Auburn.

## Ekstern henvisning
- Wikimedia Commons har flere filer relateret til Auburn (Alabama)
- Officiel hjemmeside